# 리스토마니아

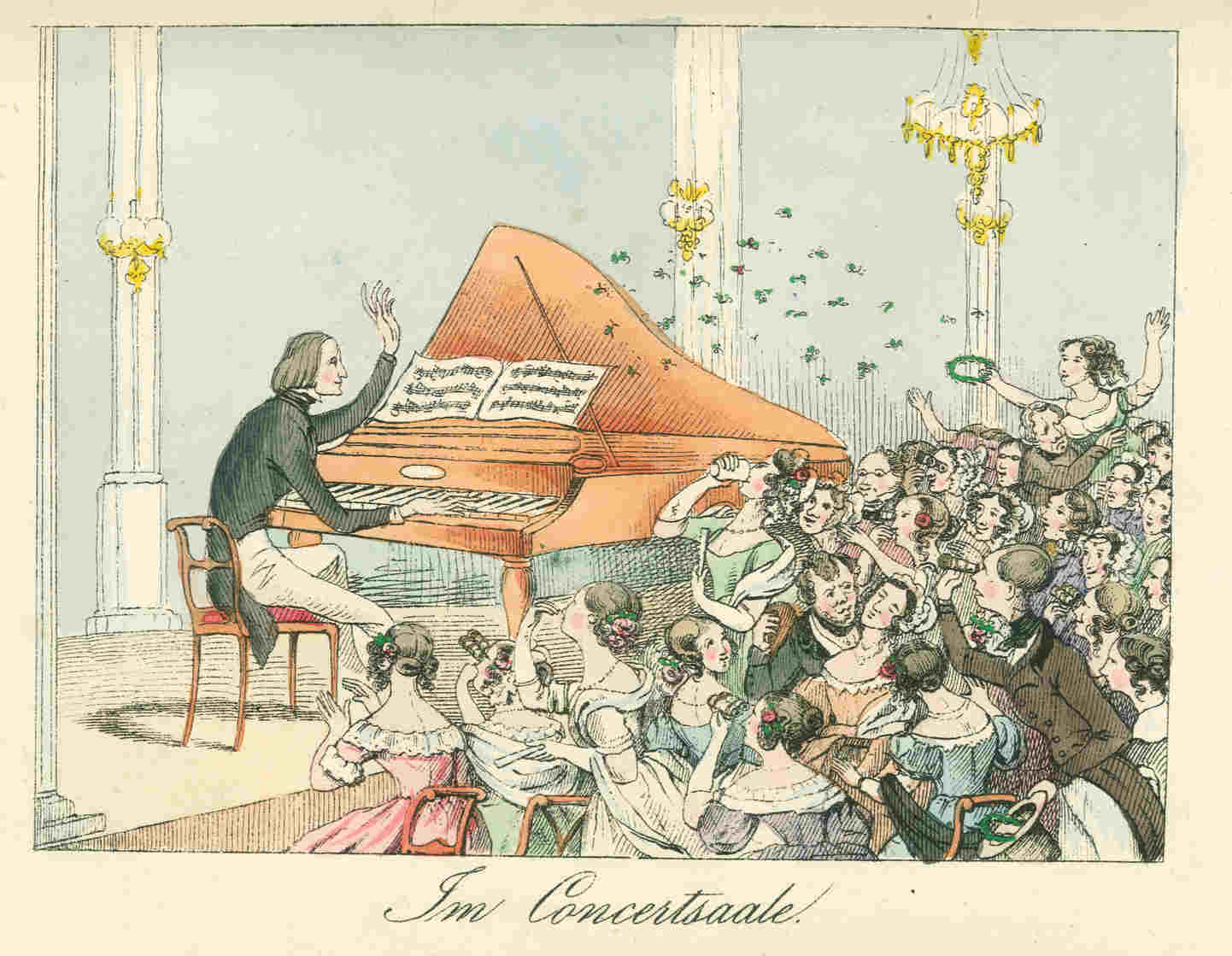
테오도어 호제만의 1842년 작 '콘서트 홀에서', 리스트와 그의 팬들을 풍자하고 있다.

리스토마니아(Lisztomania) 또는 리스트 열병(Liszt fever)은 헝가리 작곡가 프란츠 리스트가 공연할 때 그에게 쏟아진 열광적인 팬들의 광기를 가리키는 말이다. 이 광기는 1841년 베를린에서 처음 나타났고, 이 용어는 나중에 하인리히 하이네가 1844년 4월 25일자 푸이으통에 1844년 파리 콘서트 시즌을 논하며 만들어냈다. 리스토마니아는 20세기 후반부터 일부 유명 음악가들에게 나타난 대우와 유사하게 팬들이 보여준 극심한 히스테리적 반응으로 특징지어졌는데, 당시에는 그런 음악적 흥분이 흔하지 않았다.

## 배경
프란츠 리스트는 7세 때부터 피아노, 바이올린, 첼로, 기타를 연주했으며 요제프 하이든, 요한 네포무크 훔멜, 루트비히 판 베토벤을 개인적으로 알고 있던 재능 있는 음악가였던 아버지 아담 리스트에게 피아노 레슨을 받기 시작했다. 11세가 되자 프란츠 리스트는 이미 곡을 작곡하고 콘서트에 출연했다. 나이가 들면서 리스트는 피아노 연주에 대한 전문성을 계속 연구하고 발전시켰다.
1839년, 리스트는 광범위한 유럽 투어를 시작했으며, 이는 다음 8년 동안 계속되었다. 이 시기는 리스트가 콘서트 피아니스트로서 정점에 달했던 시기로 흔히 여겨지며, 그는 투어 동안 많은 영예와 찬사를 받았다. 학자들은 이 시기를 리스트에게 "초월적인 연주"의 시기라고 불렀다. 이 시기에 리스트 팬들의 강렬한 반응에 대한 첫 보고서가 나타났으며, 이는 리스토마니아라고 불리게 되었다.
리스트는 1841년 12월 25일경 베를린에 도착했고, 그의 도착 소식은 곧 퍼져나갔다. 그날 밤, 30명의 학생 그룹이 그의 노래 "라인와인리트"를 연주하며 그에게 세레나데를 불렀다. 그는 나중에 1841년 12월 27일 베를린 징아카데미에서 열정적인 관중 앞에서 첫 베를린 리사이틀을 가졌다. 이 공연은 나중에 리스토마니아의 시작으로 기록되었고, 1842년 이후 유럽 전역으로 퍼져나갔다.

## 특성

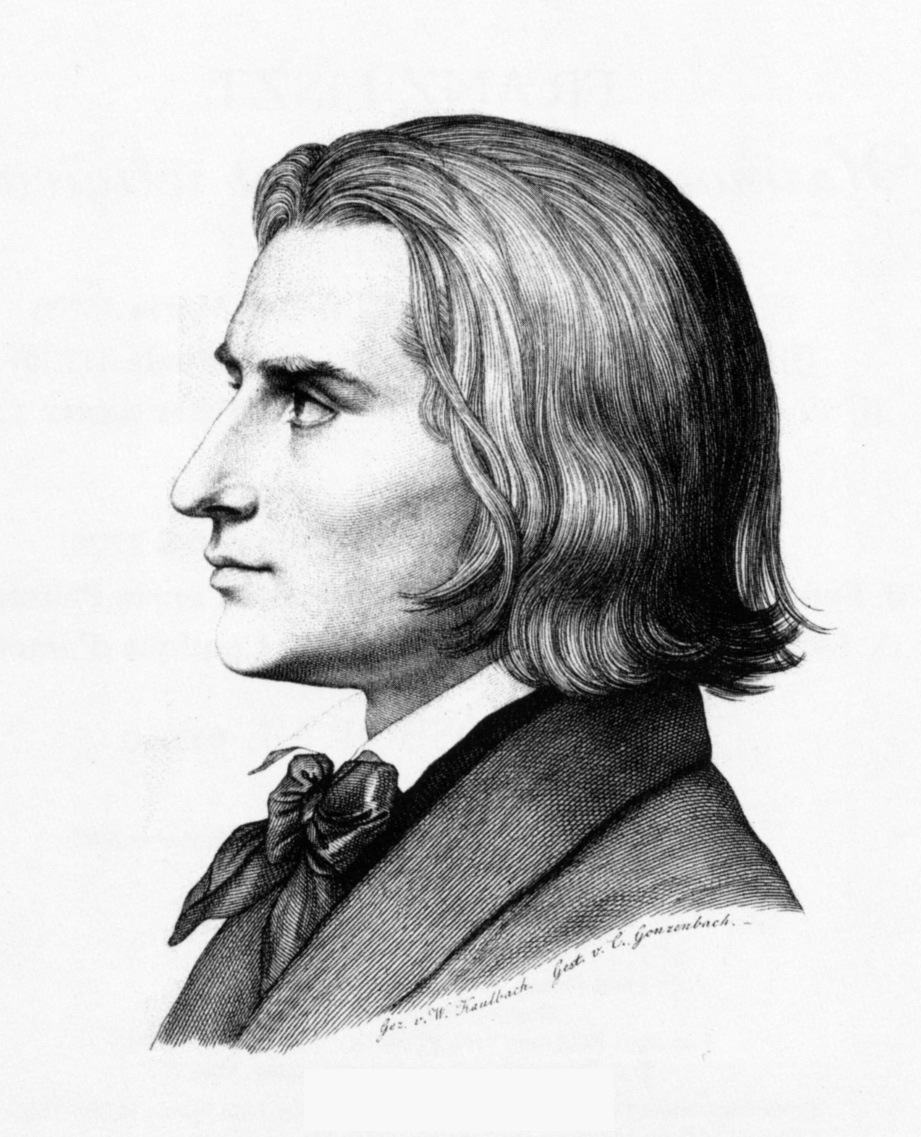
1843년의 리스트

리스토마니아는 리스트와 그의 콘서트에 대한 히스테리적인 반응으로 특징지어졌다. 리스트의 연주는 청중의 기분을 신비로운 황홀감의 수준으로 끌어올렸다고 전해진다. 리스트의 숭배자들은 그에게 몰려들어 그의 손수건과 장갑을 차지하기 위해 싸웠다. 팬들은 브로치와 카메오에 그의 초상화를 달고 다녔다. 여성들은 그의 머리카락을 얻으려 했고, 그가 피아노 줄을 끊을 때마다 숭배자들은 팔찌를 만들기 위해 그것을 얻으려 했다. 일부 여성 숭배자들은 심지어 그의 커피 찌꺼기를 담기 위해 유리병을 가지고 다니기도 했다. 한 보고서에 따르면:
리스트는 한때 길가에 낡은 시가꽁초를 버렸는데, 이에 매혹된 시녀가 그 더러운 잡초를 길거리에서 경건하게 주워 로켓에 넣고 다이아몬드로 "F.L." 모노그램을 두른 뒤, 그것에서 나는 역겨운 냄새를 모른 채 궁정 업무를 보았다.

## 용어의 생성과 사용
작가 하인리히 하이네는 리스트와 그의 공연에 수반되는 감정의 폭발을 묘사하기 위해 리스토마니아라는 용어를 만들었다. 하이네는 여러 음악 시즌에 걸쳐 당대 음악을 논하는 일련의 음악 푸이으통을 썼다. 1844년 4월 25일 파리에서 쓴 1844년 음악 시즌 리뷰에서 그가 리스토마니아라는 용어를 처음 사용했다.
예전에 리스트가 독일, 특히 베를린에서 나타날 때마다 기절 발작이 일어났다는 소식을 들었을 때, 나는 가엾게 어깨를 으쓱하며 생각했다. 조용하고 안식일을 지키는 독일은 자신에게 허락된 필요한 작은 운동을 할 기회를 놓치고 싶지 않은 것이다... 그들의 경우, 나는 생각했다, 그것은 구경을 위한 구경에 관한 문제이다... 그리하여 나는 이 리스토마니아를 설명하고, 그것을 라인 강 너머에 존재하는 정치적으로 자유롭지 못한 상황의 징후로 보았다. 그러나 나는 결국 틀렸고, 지난주 이탈리아 오페라 하우스에서 리스트가 첫 콘서트를 열었을 때까지 그것을 알아채지 못했다... 이것은 진정 독일적으로 감성적이고, 감상적인 베를린 청중이 아니었다. 리스트는 혼자, 아니 오히려 그의 천재성만으로 연주했다. 그런데도 그의 단순한 등장이 그들에게 얼마나 경련적으로 영향을 미쳤는가! 그를 맞이하는 박수 소리는 얼마나 요란했는가!...[그것은] 얼마나 대단한 찬사였던가! 열광의 역사상 유례없는 진정한 광기였다!

음악학자 다나 구리(Dana Gooley)는 하이네가 "리스토마니아"라는 용어를 사용한 방식이 20세기 비틀즈에 대한 강렬한 감정을 묘사하는 데 사용된 "비틀마니아"와 같은 방식은 아니었다고 주장한다. 오히려 리스토마니아는 의학적 강조가 훨씬 더 강했는데, 1840년대에는 "마니아"라는 용어가 훨씬 더 강한 의미를 가졌던 반면, 20세기에는 "마니아"가 새로운 패션 열풍처럼 가벼운 것을 지칭할 수 있었기 때문이다. 리스토마니아는 일부에게는 진정한 전염병으로 간주되었고, 비평가들은 대중에게 면역 조치를 권고했다.
당시 일부 비평가들은 리스토마니아, 또는 때때로 "리스트 열병"이라고 불리던 이 현상이 주로 베를린 사람들과 북독일 사람들의 태도를 반영한 것이며, 남독일 도시들은 주민들의 체질 차이로 인해 그러한 리스토마니아 에피소드를 겪지 않을 것이라고 생각했다. 1843년 뮌헨의 한 신문 보도에 따르면:
우리 예술가가 방문하는 모든 도시에서 발생하는 전염병인 리스트 열병은 연령이나 지혜로도 막을 수 없지만, 여기서는 산발적으로만 나타나는 것 같고, 북부 수도에서 자주 나타났던 질식 사례는 강한 체질을 가진 우리 주민들에게는 두려워할 필요가 없을 것 같다.

1891년, 미국 시인 네이선 해스컬 돌은 피아니스트들이 리스트의 작곡에 일시적으로 몰두하는 것을 묘사하기 위해 비교적 중립적인 맥락에서 이 용어를 사용했다:
그러므로 피아니스트들이 리스트에 대한 열광을 극복하고, 그들의 "리스토마니아"를 발전의 한 단계로 돌아보며 부끄러워하지 않고 오히려 자랑스러워하는 것은 드문 현상이 아니다.
2011년, 프랑스 밴드 피닉스 (밴드)는 "리스토마니아"라는 히트곡을 발표했다. 이 그룹은 뮤직비디오에서 리스트 박물관을 방문한다.

## 원인
리스토마니아의 알려진 원인은 없었지만, 그 상태를 설명하려는 시도는 있었다. 하이네는 자신이 이 용어를 처음 사용한 편지에서 리스토마니아의 원인을 설명하려 했다. 그 편지에서 그는 다음과 같이 썼다.
이 현상의 원인은 무엇인가? 이 질문의 해답은 미학의 영역보다는 병리학의 영역에 속한다. 여성 질환 전문의에게 우리 리스트가 대중에게 미치는 마법을 설명해달라고 부탁했더니, 그는 가장 이상한 방식으로 웃으면서 자성, 검류, 전기, 수많은 양초와 수백 명의 향기롭고 땀 흘리는 사람들로 가득 찬 밀폐된 홀의 전염, 역사적 간질, 간지럼 현상, 음악적 캔터라이즈, 그리고 내가 보나 데아의 신비와 관련 있다고 믿는 다른 외설적인 것들에 대해 온갖 이야기를 늘어놓았다. 아마도 질문의 해답은 그렇게 모험적인 깊이에 묻혀 있지 않고, 매우 세속적인 표면에 떠다닐 것이다. 때로는 이 모든 마법이 우리 프란츠 리스트만큼 자신의 성공, 또는 그 성공의 무대 연출을 잘 조직하는 사람이 세상에 없다는 사실로 설명될 수 있다고 생각한다.

다나 구리(Dana Gooley)는 하이네가 리스토마니아라는 용어를 사용한 것이 당시 베를린 청중의 정치적 성향에 따라 다르게 해석되었으며, 진보적인 시각을 가진 사람들은 베를린 청중의 감정 폭발이 억압적이고 검열적인 국가의 부작용이며, 리스트에 대한 열광은 "보상적인, 베를린 시민들의 자율성과 공공 참여 부족에 대한 환상적인 대체물"이라고 보았다고 주장한다. 리스토마니아에 대한 반대되는 긍정적인 시각은 그것이 리스트의 큰 자비와 자선에 대한 반응이라는 것이었다. 이 시각은 다음과 같이 설명되었다.
프리드리히 빌헬름 4세의 낙관적이고 대중적인 정치적 수사, 자유주의적 사회 개혁에 대한 약속은 베를린 대중이 자선적, 인도주의적 목적을 지지하는 리스트의 다양한 행동을 높이 평가하도록 만들었다. 그들은 리스트의 자비에서 자신들과 군주의 메아리를 보았기 때문이다. 그러나 중요한 것은 그들이 이를 그의 기부금에서만 찾지 않았다는 점이다. 그의 개인적인 개방성, 청중을 대하는 태도, 그리고 연주 스타일 모두 "자선"의 상징이 되었다.

리스토마니아의 한 가지 기여 요인은 또한 리스트가 젊은 시절 잘생긴 남자였다는 점도 추정된다.

## 같이 보기
- 프란츠 리스트
- 스탕달 증후군
- 집단행동
- 유행
- 비틀마니아
- 리스토마니아 (영화)
- 리스토마니아 (노래)